# Ofena
Ofena é uma comuna italiana da região dos Abruzos, província de Áquila, com cerca de 611 habitantes. Estende-se por uma área de 36 km², tendo uma densidade populacional de 17 hab/km². Faz fronteira com Calascio, Capestrano, Carpineto della Nora (PE), Castel del Monte, Castelvecchio Calvisio, Civitella Casanova (PE), Farindola (PE), Villa Celiera (PE), Villa Santa Lucia degli Abruzzi.

## Demografia
| Variação demográfica do município entre 1861 e 2011                               |
|                                                                                   |
| Fonte: Istituto Nazionale di Statistica (ISTAT) - Elaboração gráfica da Wikipedia |